# Дерево ялини звичайної
Дерево ялини звичайної — ботанічна пам'ятка природи місцевого значення в Україні. Розташована в межах міста Черкаси, на вул. Пастерівській, 7 (у дворі Черкаської міської санепідемстанції).
Площа 0,1 га. Статус надано 1979 року. Перебуває у віданні Черкаської міської санепідемстанції.
Статус надано з метою збереження одного екземпляра ялини звичайної. Висота дерева близько 20 м.

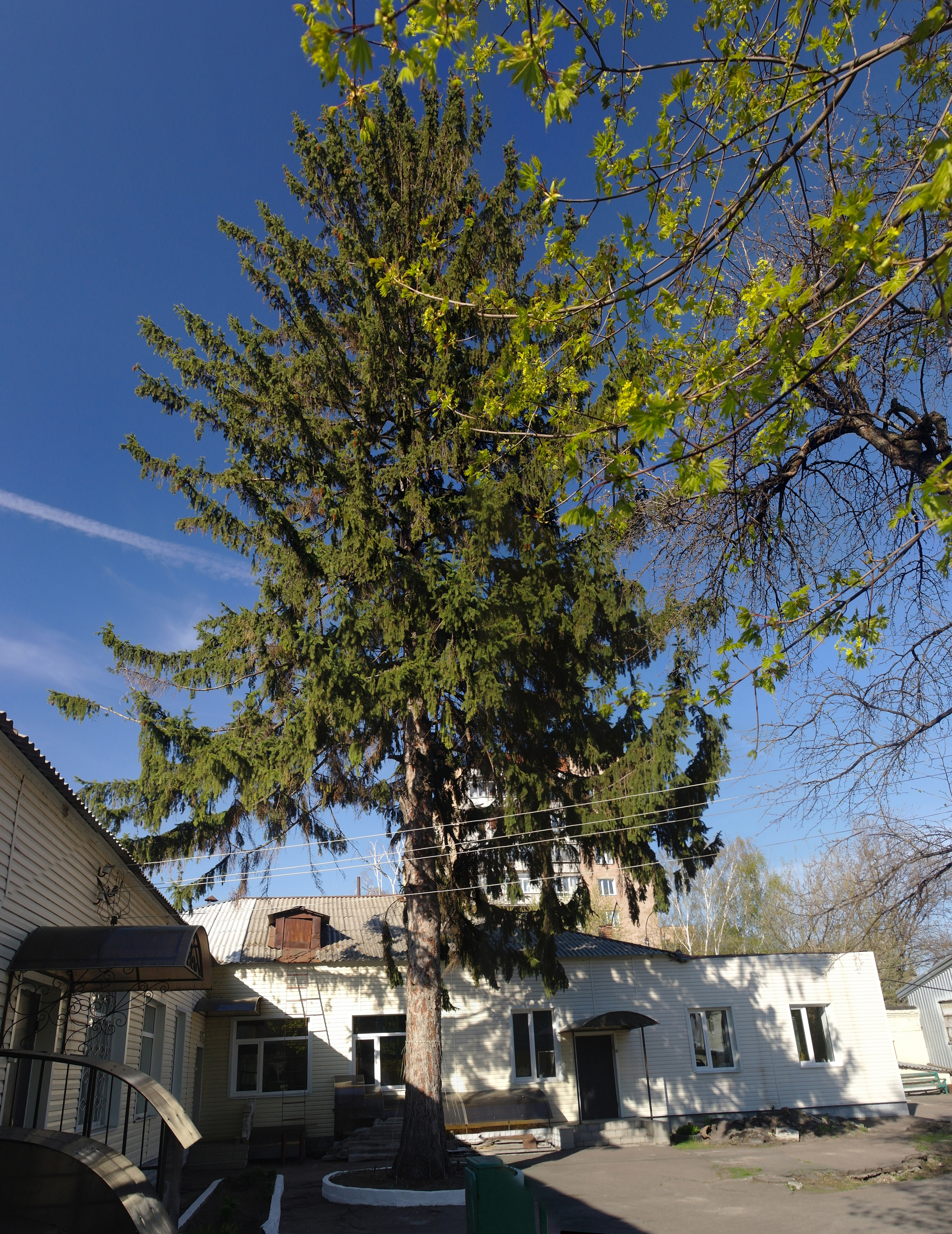
Дерево ялини звичайної